# Bradysia alutacea
Bradysia alutacea är en tvåvingeart som beskrevs av Dimitrova och Werner Mohrig 1993. Bradysia alutacea ingår i släktet Bradysia och familjen sorgmyggor.
Artens utbredningsområde är Bulgarien. Inga underarter finns listade i Catalogue of Life.